# Eupithecia repetita
Eupithecia repetita är en fjärilsart som beskrevs av András Vojnits 1981. Eupithecia repetita ingår i släktet Eupithecia och familjen mätare. Inga underarter finns listade i Catalogue of Life.